# François Casta
Pour les articles homonymes, voir Casta.
L'abbé François Casta (né le 20 août 1919 à Calenzana et mort le 23 août 2011 dans le 5ème arrondissement de Paris) est un aumônier militaire français qui s'est illustré durant la Seconde Guerre mondiale, la guerre d'Indochine et la guerre d'Algérie.

## Biographie

### Formation
Né à Calenzana le 20 août 1919, François Joseph Antoine Casta passe les premières années de sa vie en Haute-Corse puis en Auvergne. Il fait ses études secondaires à la maîtrise de la cathédrale de Clermont-Ferrand puis à l'École apostolique des lazaristes. En 1937, il entre au grand séminaire d'Ajaccio où il entreprend des études théologiques.

### Seconde Guerre mondiale
En 1941, il rejoint les Facultés catholiques de Lyon pour poursuivre ses études de théologie. Le 24 juin 1943, il est ordonné prêtre en la basilique de Notre-Dame de Fourvière. Le cardinal Gerlier, archevêque de Lyon, le nomme vicaire de l'Immaculée Conception, une paroisse bourgeoise de Lyon située en face de la Préfecture. 
Un an plus tard, il s'engage dans un réseau de la Résistance majoritairement composé de Corses. 
Après le débarquement de Provence, le 15 août 1944, il rejoint la 1re Armée française commandée par le général Jean de Lattre de Tassigny en tant qu'aumônier militaire auxiliaire avec le grade de sous-lieutenant. Il prend part alors à la campagne d'Alsace. Il y est très grièvement blessé après avoir "personnellement exploré de jour et de nuit un champ de mines où étaient signalés des blessés et les avoir ramenés au prix de risques considérables" indique l'une de ses premières citations parue au Journal Officiel en 1945.

### Guerre d'Indochine
Volontaire pour l'Indochine au côté de son frère Dominique, sous-officier de la Coloniale, il devient en 1947 l'aumônier du 1er bataillon de choc alors engagé au Tonkin puis des 1er RCP et 1er BEP, après avoir passé avec succès le brevet parachutiste (brevet no 20755 du 10 septembre 1947). Il est notamment présent lors de l'opération de Bac-Kan durant laquelle les parachutistes français reprennent le trésor d'Hô Chi Minh. À cette occasion, il fait graver une médaille de Saint-Michel qui devient dès lors officiellement le saint-patron des parachutistes. 
Le 15 avril 1949, il devient aumônier titulaire (avec le grade de capitaine) et le 14 juillet de la même année, il est fait chevalier dans l'ordre de la Légion d'honneur. Il est rapatrié en France le 22 septembre 1949.
Volontaire pour un second séjour, il retrouve la terre indochinoise en 1951 alors que le général de Lattre de Tassigny est commandant supérieur des troupes françaises en Indochine.
En mars 1954, il muté en Allemagne au Régiment colonial de chasseurs de chars. 

### Guerre d'Algérie
Puis il est envoyé en Algérie où il rejoint le Constantinois pour devenir l'aumônier divisionnaire de la 25e Division Parachutiste comprenant notamment le 9e RCP et le 2e REP. Il y retrouve le colonel Buchoud, chef de corps du 9e RCP.
En 1962, il retrouve la faculté de théologie de Lyon où il obtient un doctorat de théologie le 27 novembre 1964. 

### Retraite

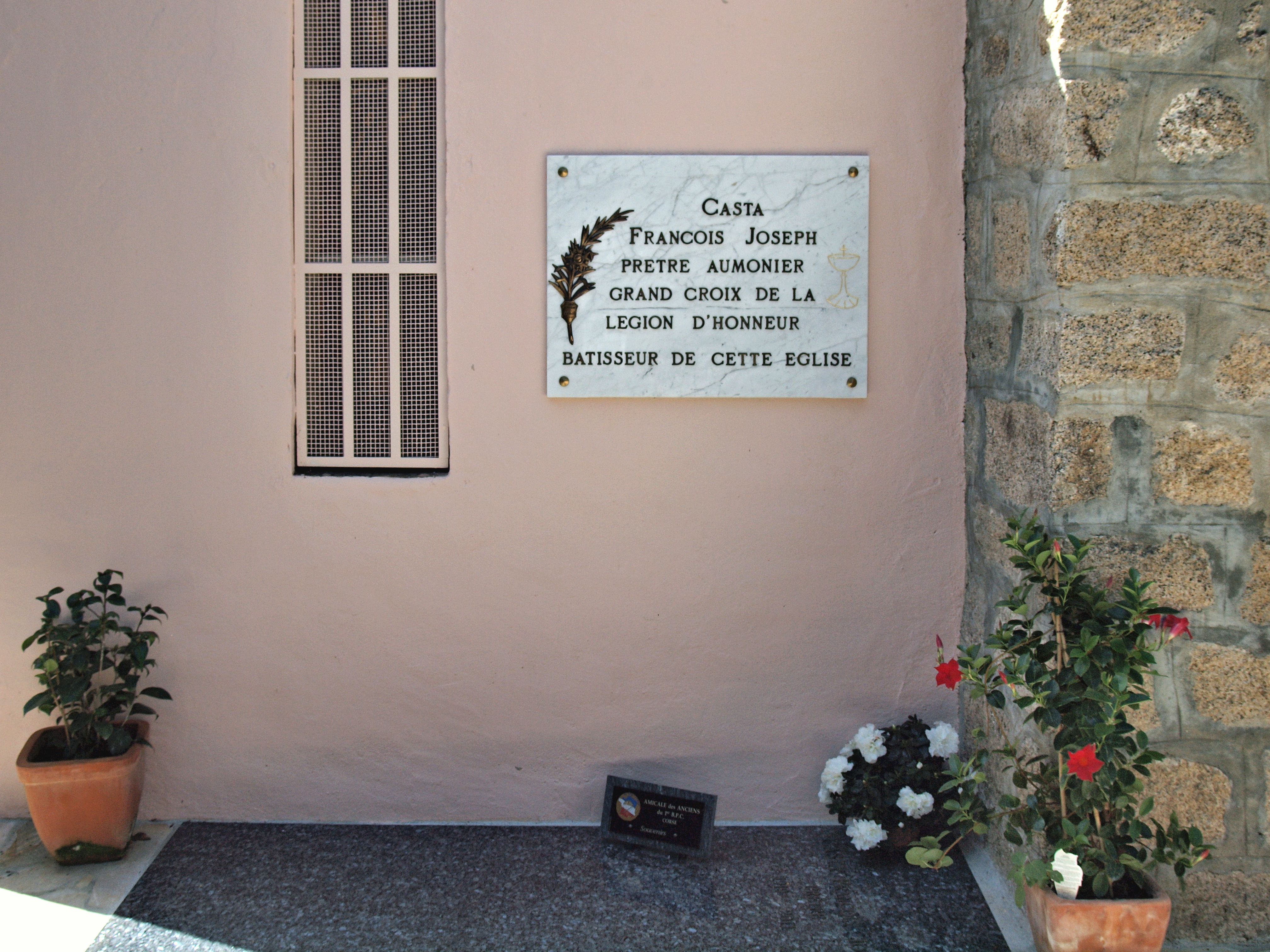
Tombe et plaque commémorative sur la façade orientale de l'église Sainte-Monique

Le 1er janvier 1965, mis à la disposition du diocèse d'Ajaccio, il se retire définitivement en Corse et participe activement à la création de la paroisse Sainte-Monique de l'Isolella sur la commune de Pietrosella (diocèse d'Ajaccio) dont il sera le curé plus de trente ans durant. Il continue de se consacrer à la rédaction d'ouvrages relatifs à la Corse et à son histoire chrétienne.
En 2004, il est décoré de la Grand-croix de la Légion d'Honneur par le président Jacques Chirac lors d'une cérémonie dans la cour d'honneur de l'Hôtel des Invalides.
En 2006, grand invalide de guerre, il quitte le diocèse d'Ajaccio et entre à l'Institution Nationale des Invalides à Paris où il poursuit ses activités d'écrivain et son ministère au service des autres pensionnaires. Il y meurt le 23 août 2011.

## Décorations
- Grand-croix de la Légion d'honneur (décret du 11 décembre 2003).
  - Grand officier (décret du 24 avril 1995)
  - Commandeur (décret du 10 juillet 1964)
  - Officier (décret du 30 juillet 1953)
  - Chevalier (décret du 30 décembre 1948)
- Croix de guerre 1939-1945 (1 palme, 1 étoile d'argent)
- Croix de guerre des TOE (2 palmes, 1 étoile d'argent et 3 étoiles de vermeil)
- Croix de la Valeur militaire (1 étoile d'argent et 2 étoiles de vermeil)
- Croix du Combattant
- Croix du combattant volontaire

## Citations
- Citation à l'ordre de la division (14/03/1945).
- Citation à l'ordre de l'armée (26/04/1945).
- Citation à l'ordre du corps d'armée (03/07/1948).
- Citation à l'ordre du corps d'armée (13/07/1948).
- Citation à l'ordre de l'armée (20/06/1949).
- Citation à l'ordre du corps d'armée (19/05/1952).
- Citation à l'ordre de la division (25/01/1953).
- Citation à l'ordre du corps d'armée (02/04/1958).
- Citation à l'ordre de la division (18/09/1959).
- Citation à l'ordre de la division (14/11/1960).

## Publications
- Le drame spirituel de l'Armée, Éditions France-Empire, 1962.
- Évêques et curés corses dans la tradition pastorale du Concile de Trente (1570-1620), thèse de doctorat en théologie, 1964.
- Le diocèse d'Ajaccio. Aleria - Sagone - Nebbio - Mariana et Accia. Paris : Éditions Beauchesne, 1974. 293 p. Collection Histoire des diocèses de France.
- Histoire d'Ajaccio, en collaboration avec Joseph Cesari, Hélène Chaubin et al., Éditions La Marge, 1992.
- Paroisses et communes de France - Corse, dictionnaire d'histoire administrative et démographique, Éditions du CNRS, 1998.
- Homme de Dieu, Homme de guerre. Le drame spirituel de l'Armée. Préface de Jacques Trémolet de Villers. Introduction du général d'armée (2S) Bertrand de La Presle. Éditions L'Esprit du Livre, 2009.